# Aljoša Remih
Aljoša Remih, slovenski spidvejist, * 19. marec 1992, Brežice.